# 深汕大道
深汕大道是深圳市深汕特别合作区内一条东西走向的主干道，是 228国道、 324国道的一部分，公路技术等级为一级公路。目前鹅埠—赤石路段为双向八车道，赤石—鲘门路段为双向四车道。路牌及交通导视与深圳市内一致。

## 沿革
深汕大道原为广汕公路海丰鹅埠—鲘门段，该路段早期也称鲘平公路，惠海公路
1923年由商民投資修建，民國20年(1931)建成通車。
1991年1月至1992年11月，海丰县出资对本路改造成水泥路面。
2018年深圳市全面接管深汕合作区行政管理权后，开始对本路进行升级改造。
2019年11月，深汕大道改扩建提升工程正式动工。其中在赤石街道圆墩村建设深汕大桥和圆墩隧道进行截弯取直。
2020年5月20日，全线按市政路标准亮灯。
2022年6月14日，圆墩隧道双向贯通。
2023年8月6日，深汕大桥实现右半幅先行通车，9月全面通车。

## 沿线风光

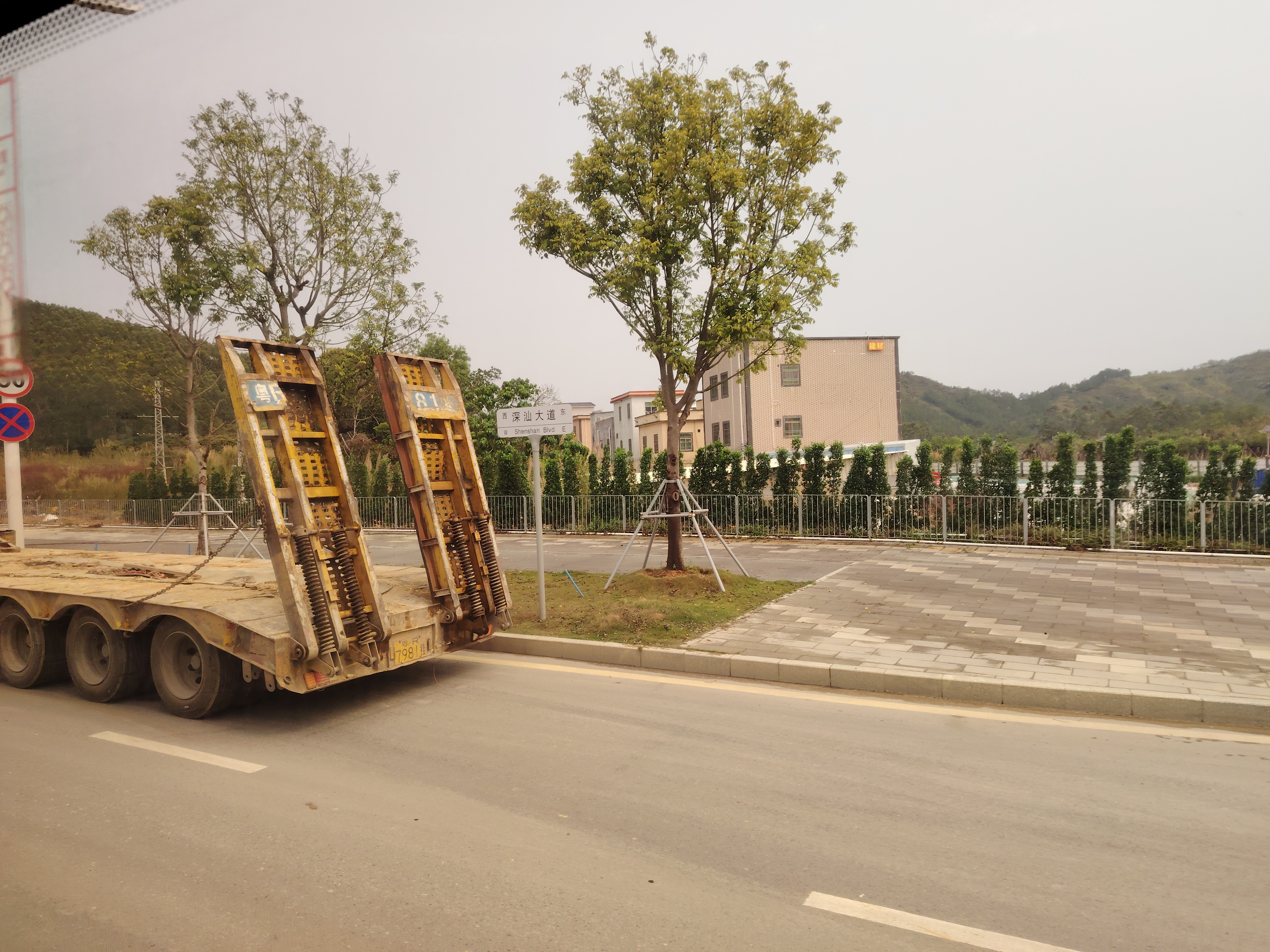
圆墩村段，路牌为深圳样式
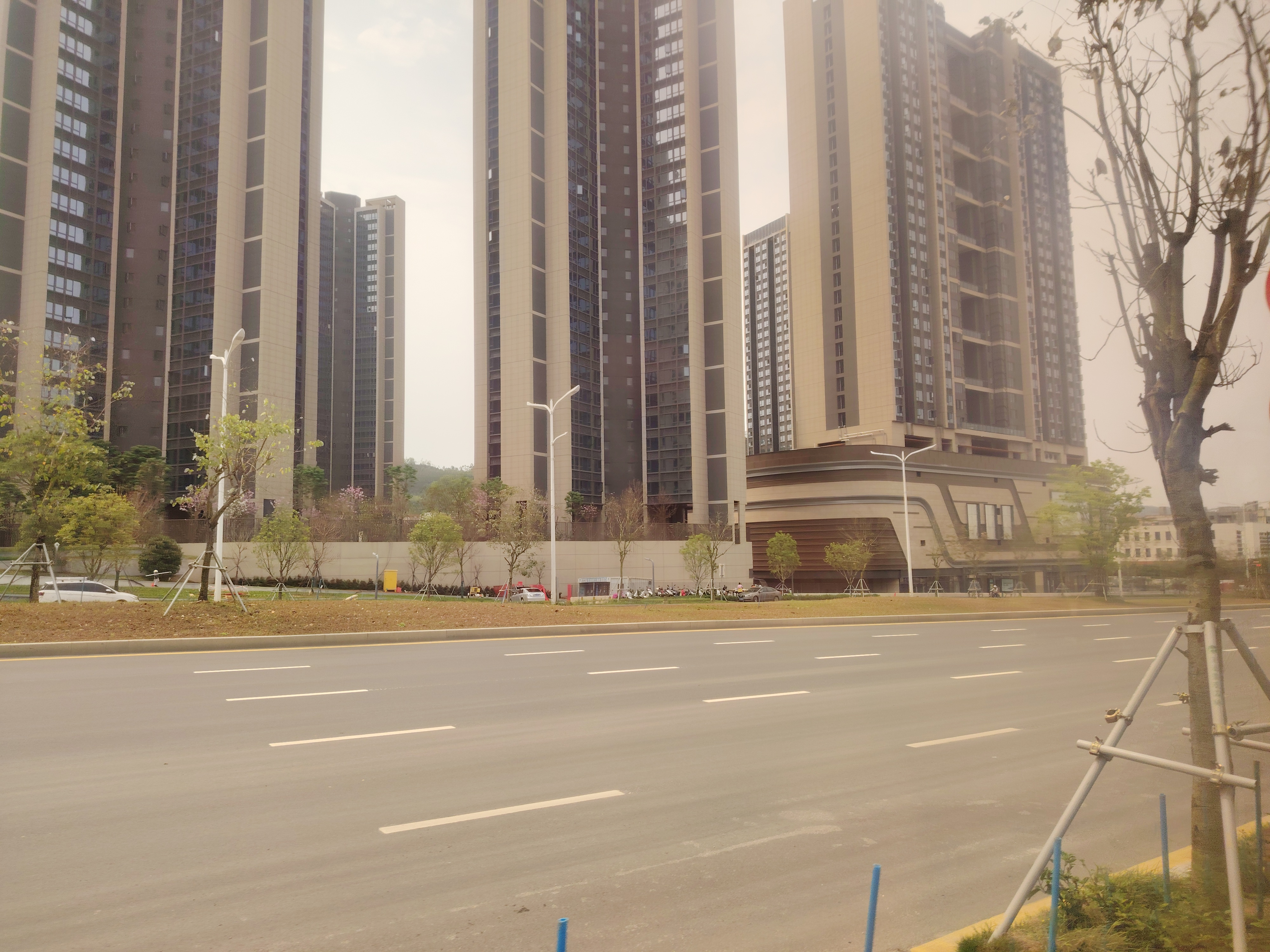
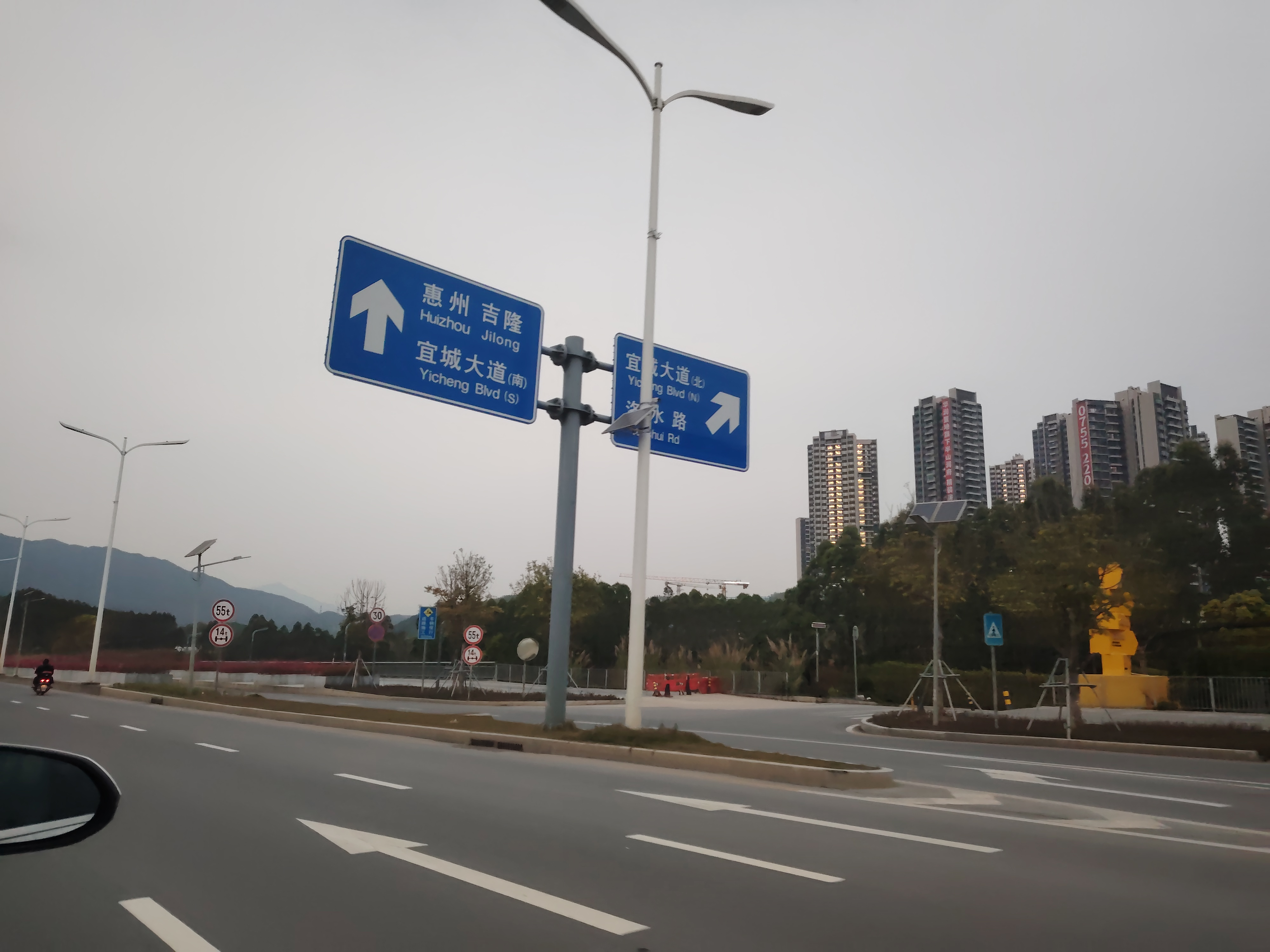
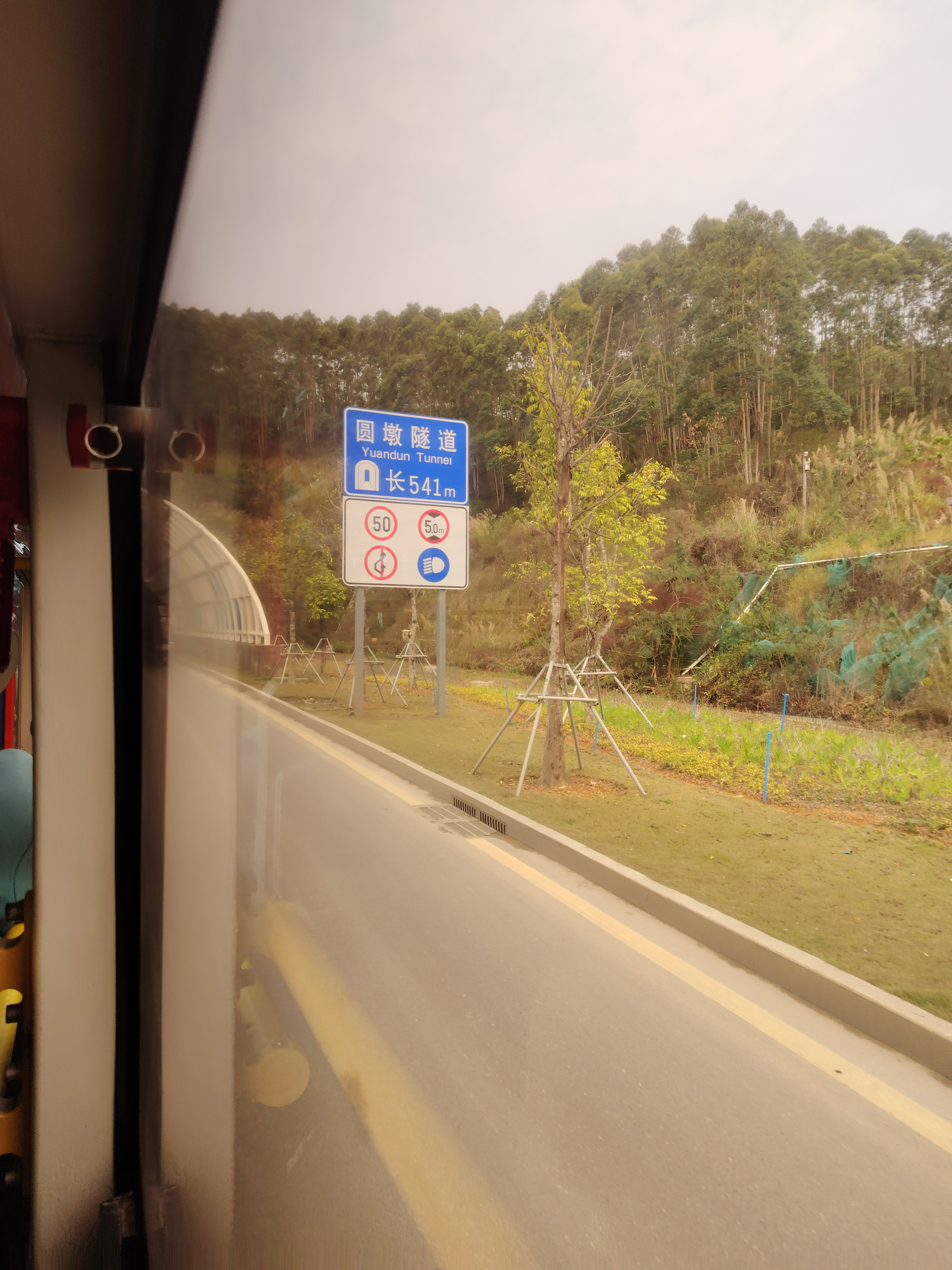
圆墩隧道口
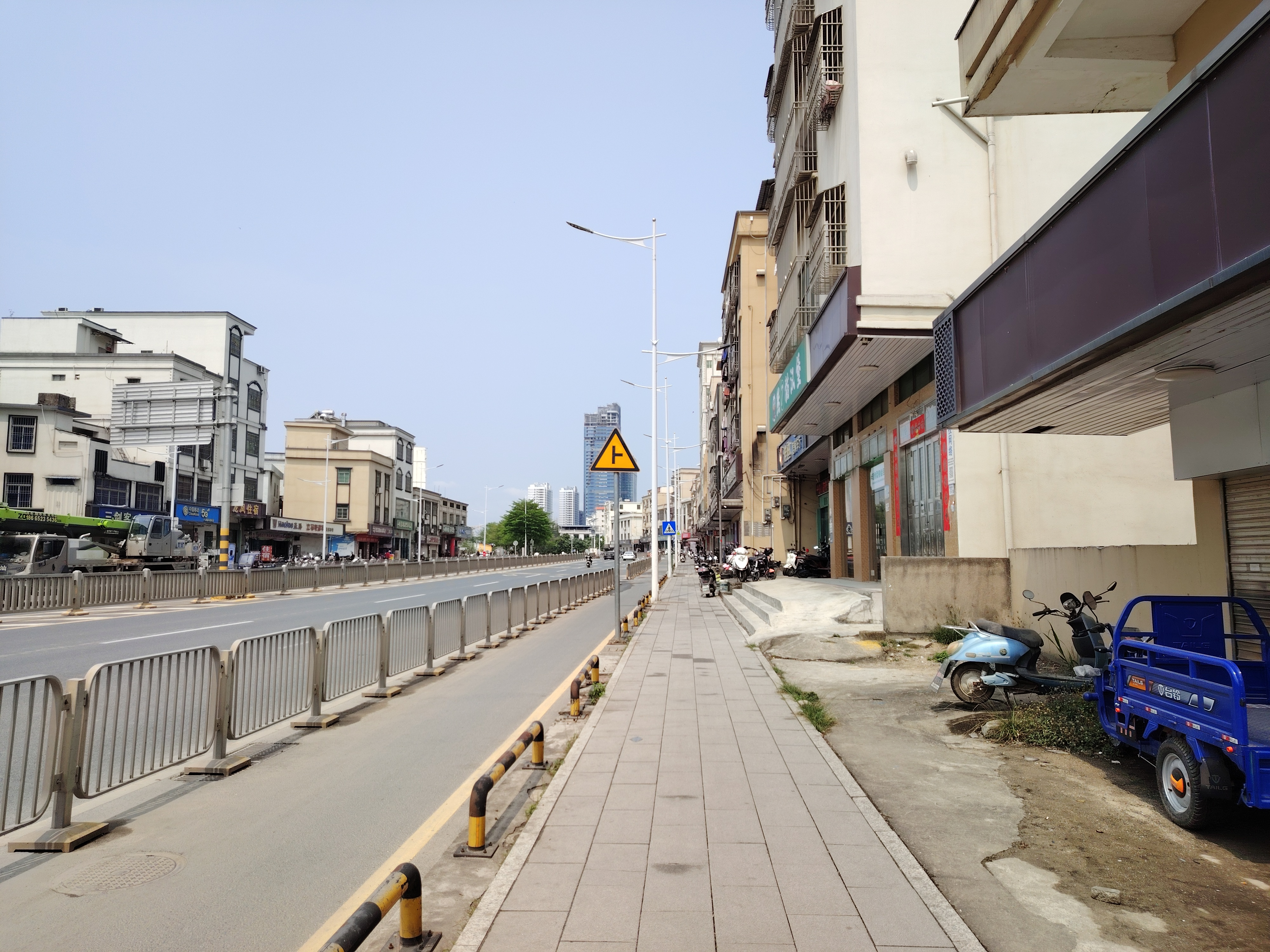
鹅埠老街区段，回归双向四车道设置